# 黑部湖站
黑部湖站（日语：／ Kurobeko eki */?）是位於富山縣中新川郡立山町，屬於立山黑部貫光黑部登山纜車的車站。本站位於立山黑部阿爾卑斯山脈路線上，乘客可透過本站穿越黑部水壩，並步行約15分鐘到達關西電力關電隧道電氣巴士的黑部大壩站。本站建於隧道中，並鄰接黑部湖。站内則設有檢票口與月台。

## 歷史
- 1969年（昭和44年）7月20日 - 立山黑部貫光黑部登山纜車車站啟用。

## 圖庫

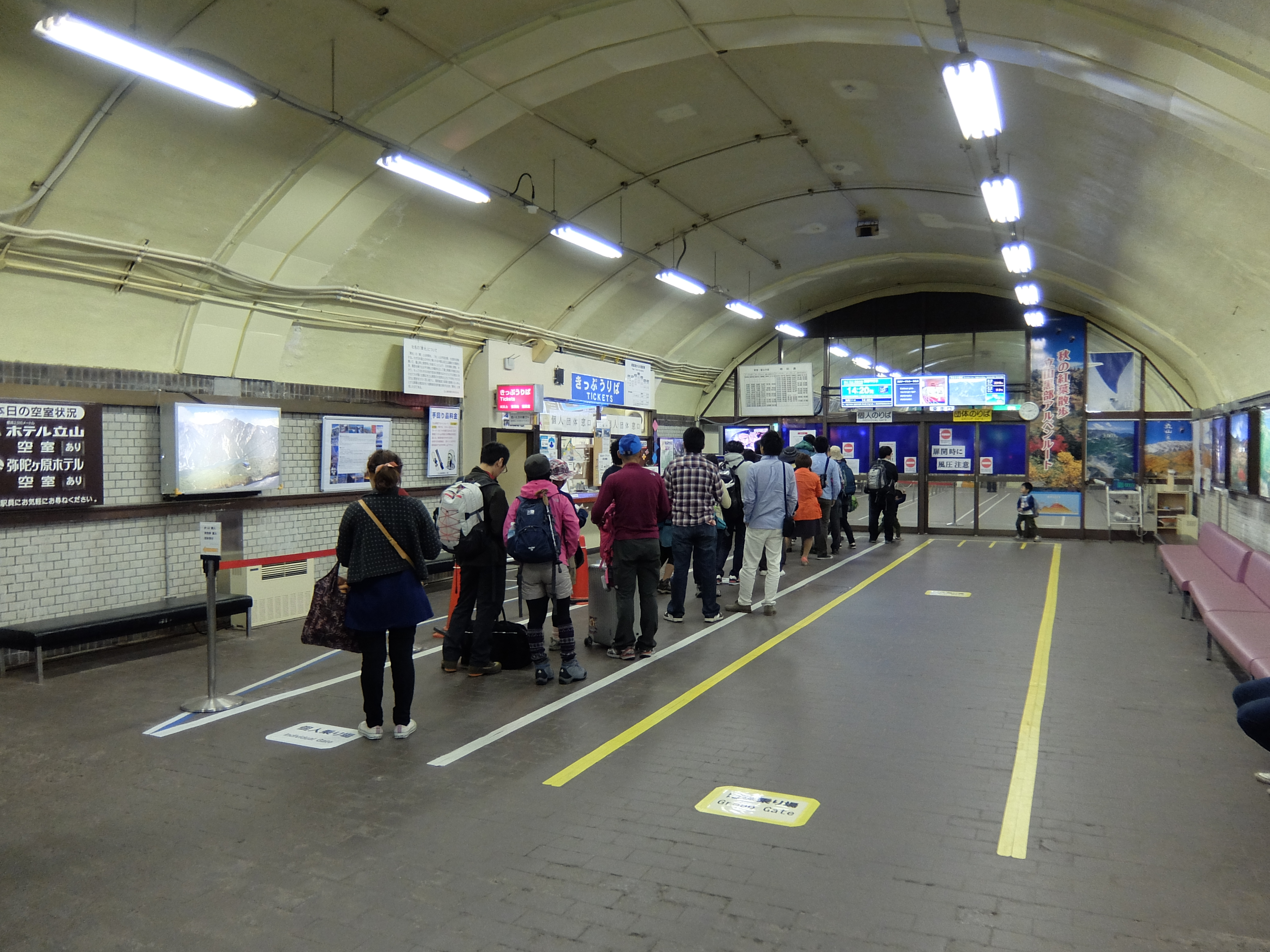
車站大堂
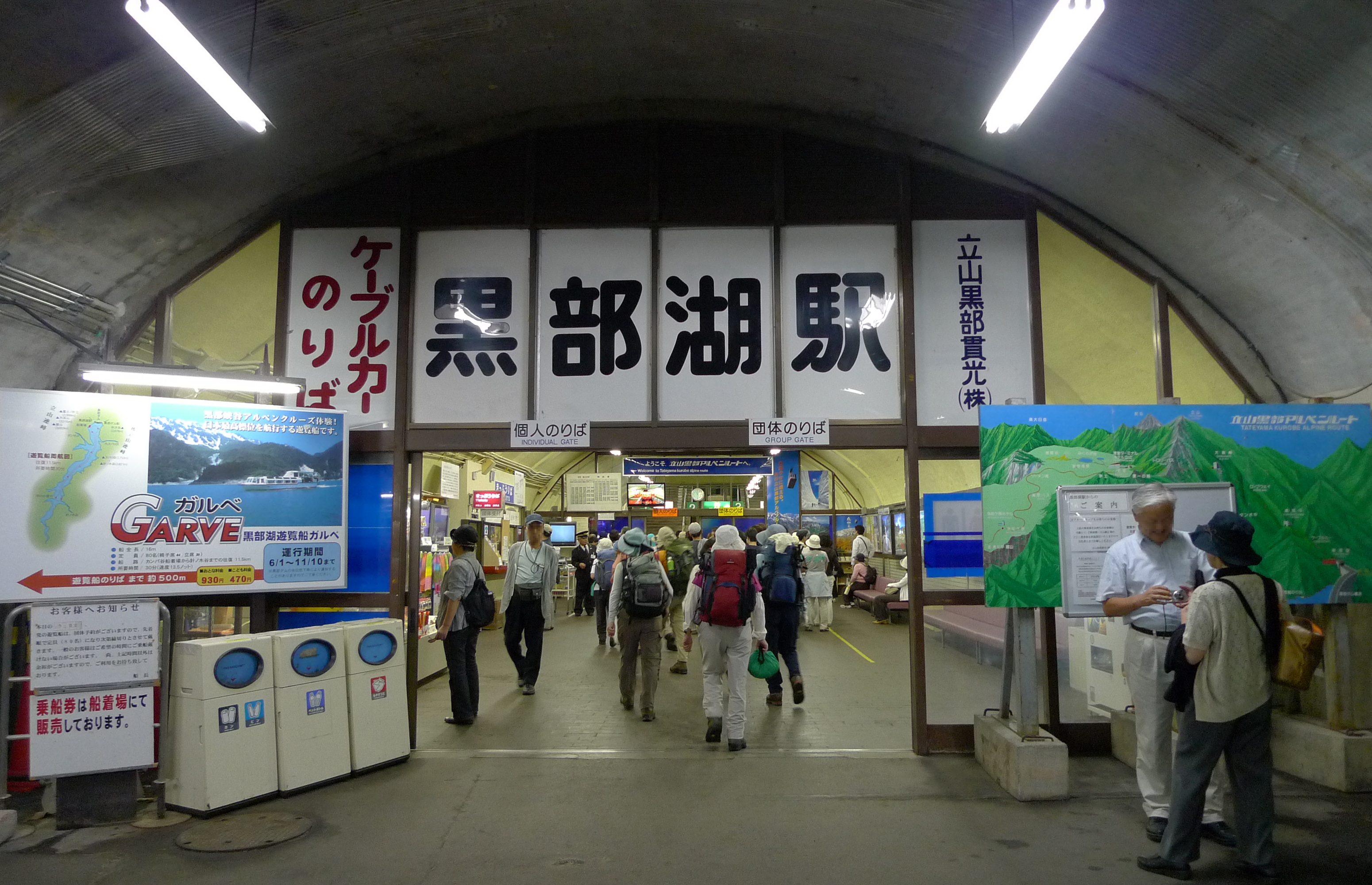
眾多觀光客到訪的車站
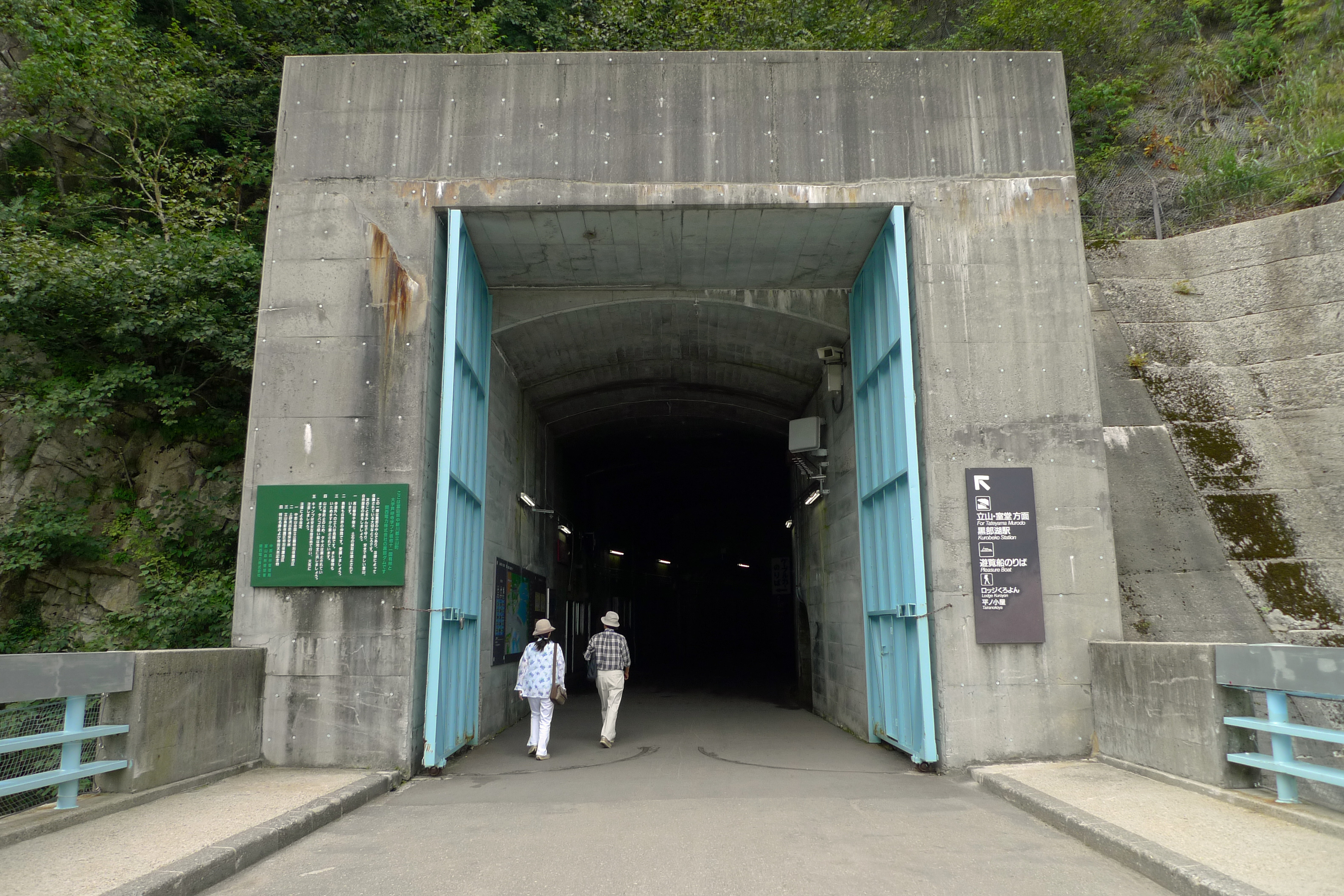
黑部大壩的出入口

## 相鄰車站
立山黑部貫光
黑部登山纜車
黑部湖－黑部平

## 注腳
1. ↑  立山黒部アルペンルートとは｜立山黒部アルペンルート （页面存档备份，存于）（日語）

## 外部連結
- 黑部湖 （页面存档备份，存于）（日語） - 立山黑部阿爾卑斯山脈路線